# Mularps socken
Mularps socken i Västergötland ingick i Vartofta härad, ingår sedan 1974 i Falköpings kommun och motsvarar från 2016 Mularps distrikt.
Socknens areal är 11,61 kvadratkilometer varav 11,59 land. År 2000 fanns här 56 invånare.  Kyrkbyn Mularp med sockenkyrkan Mularps kyrka ligger i socknen.

## Administrativ historik
Socknen har medeltida ursprung. 
Vid kommunreformen 1862 övergick socknens ansvar för de kyrkliga frågorna till Mularps församling och för de borgerliga frågorna bildades Mularps landskommun. Landskommunen uppgick 1952 i Vartofta landskommun som 1974 uppgick i Falköpings kommun. Församlingen uppgick 2010 i Åslebygdens församling.
.
1 januari 2016 inrättades distriktet Mularp, med samma omfattning som församlingen hade 1999/2000.  
Socknen har tillhört län, fögderier, tingslag och domsagor enligt vad som beskrivs i artikeln Vartofta härad. De indelta soldaterna tillhörde Skaraborgs regemente, Livkompaniet och Västgöta regemente, Vartofta kompani.

## Geografi
Mularps socken ligger öster om Falköping med Gerumsberget i öster. Socknen är en odlingsbygd på Falbygden och skogsbygd i öster med höjder som på Gerumsberget når 325 meter över havet.

## Fornlämningar
Från järnåldern finns spridda gravar och stensättningar. En runsten finns i kyrkan.

## Namnet
Namnet skrevs 1225 Mulathorp och kommer från kyrkbyn. Efterleden innehåller torp, 'nybygge'. Förleden kan innehålla mansnamnet Mule alternativt mule, 'kreatursmule' syftande på en terrängformation.